# Poligny (Giura)
Poligny è un comune francese di 4 007 abitanti situato nel dipartimento del Giura nella regione della Borgogna-Franca Contea. Il 1 gennaio 2025 ha incorporato il precedente comune di Vaux-sur-Poligny.

## Società

### Evoluzione demografica
Abitanti censiti